# Hematoencefalická bariéra

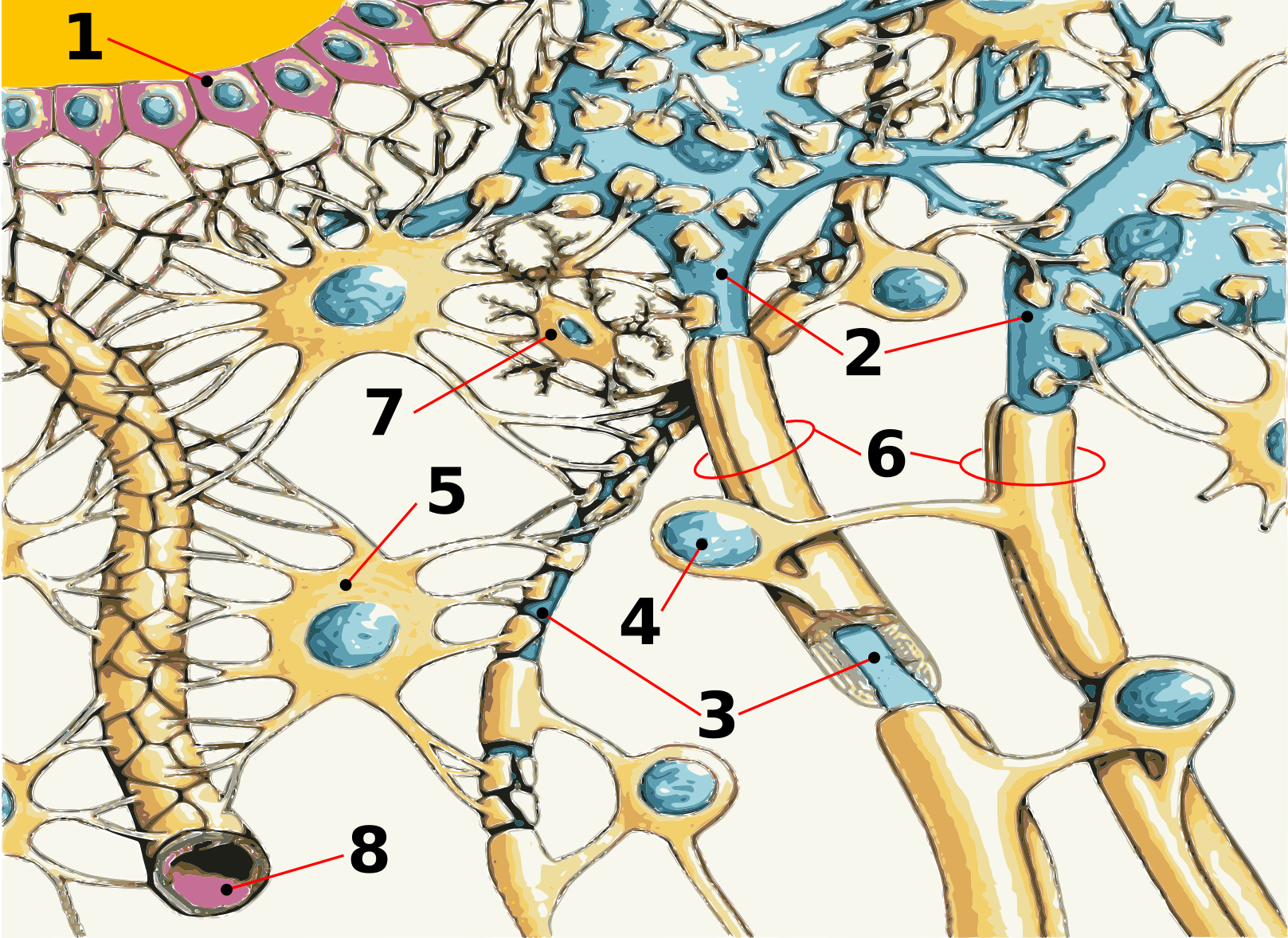
Nervová tkáň. 1) ependym, 2) neuron, 3) axon, 4) Oiligodendrocyt, 5) astrocyt, 6) myelinový obal, 7) mikroglie, 8) krevní vlásečnice

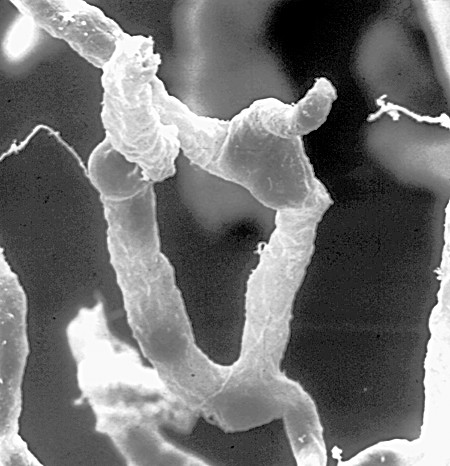
Krevní kapiláry v mozku
(skenovací elektronový mikroskop)

Hematoencefalická bariéra je označení pro bariéru, která odděluje vnitřní prostředí mozku obratlovců od cévního systému v těle a umožňuje jen omezený transport látek mezi mozkovou tkání a krví. Je to možné díky tomu, že buňky cévního endotelu jsou opatřeny výrazně vyvinutými těsnými spoji, jež zamezují vzniku pórů mezi buňkami. Roli hraje do jisté míry i bazální lamina a dále také výběžky astrocytů, které se napojují na vnější stěny krevních vlásečnic a zřejmě vylučují jisté regulační signální proteiny.
Přes hematoencefalickou bariéru mohou volně přecházet látky rozpustné v tucích a samozřejmě i plyny (jako je kyslík a oxid uhličitý). Všechny ionty a látky rozpustné ve vodě (jako je glukóza) se však musí aktivně transportovat přes buněčné membrány za spotřeby energie. Díky tomu může být výměna látek mezi krví a mozkovým tkáňovým mokem regulována.
Hemoencefalická bariéra v některých oblastech mozku zcela chybí – naopak, v těchto místech se mohou vyskytovat fenestrované kapiláry (s množstvím otvorů v jejich stěnách). Patří k nim epifýza a hypofýza, které vylučují hormony přímo do krve, a některé struktury přiléhající k mozkovým komorám (tzv. cirkumventrikulární struktury, např. area postrema či subfornikální orgán).